# Enamine

Structuurformule van enamine.

Een enamine is in de organische chemie een functionele groep of stofklasse, die gekenmerkt wordt door een aminogroep waarvan het stikstofatoom rechtstreeks gebonden is aan een dubbele koolstof binding.
Enamines worden gesynthetiseerd door reactie van een aldehyde of keton met een amine. Hierbij splitst een H2O-molecule zich af.
Als er op het stikstofatoom minstens één waterstofatoom staat, dan vertoont het enamine tautomerie met het corresponderende imine.